# 신선여자고등학교
신선여자고등학교(新仙女子高等學校)는 대한민국 울산광역시 남구 야음동에 있는 공립 고등학교이다.

## 학교 연혁
- 2003년 12월 22일 : 신선여자고등학교 설립 인가
- 2004년 3월 1일 : 초대 안중환 교장 취임
- 2025년 2월 6일 : 제19회 졸업식(8학급 217명 졸업)
- 2025년 3월 1일 : 제9대 조상식 교장 취임
- 2025년 3월 4일 : 제22회 입학식(8학급 225명 입학)

## 참고 자료
- 신선여자고등학교 - 한국교육학술정보원 학교알리미